# 赤木朝治

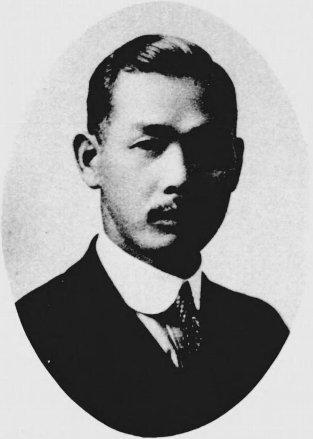
赤木朝治

赤木 朝治（あかぎ ともはる、1883年（明治16年）12月16日 - 1963年（昭和38年）6月28日）は、日本の内務官僚。岡田内閣の内務次官、県知事。

## 経歴
岡山県庄村（現：倉敷市）出身。赤木頼太郎の二男として生まれる。郵便局で勤務し、関西中学、第六高等学校を経て、1912年7月、東京帝国大学法科大学政治学科を卒業。同年7月、内務省に入り山梨県属となる。同年11月、文官高等試験に合格した。
1914年5月、山梨県理事官に就任。以後、岐阜県視学官、内務省警保局事務官、内務書記官・警保局図書課長、同局保安課長、大臣官房文書課長、内務省参事官、内務監察官、内務書記官・大臣官房会計課長兼地理課長、兼内務大臣秘書官、神社局長、復興局経理部長、兼同整地部長などを歴任。1929年9月、衛生局長に就任し、1931年12月まで在任。
1932年6月、福島県知事に就任。翌年7月には宮城県知事に転じた。仙台市防空救護団を組織。1934年7月、内務省社会局長官に就任し、1935年6月に内務次官となる。1936年3月に内務次官を辞任し退官。その後、大日本壮年団連盟常任理事を務めた。
戦後は、日本赤十字社副社長、日本社会事業協会副会長、日本医療団清算人、社会事業会館理事長、済生会会長、著作権審議会長などを歴任した。

## 栄典
- 1920年（大正9年）11月1日 - 勲六等瑞宝章[1]
- 1930年（昭和5年）12月5日 - 帝都復興記念章[2]

## 親族
- 娘婿 吉岡恵一（内務省官吏）・斎藤邦吉（衆議院議員）・野田章（内務省官吏）